# Ковачеваць (Нова Градишка)
Ковачеваць (хорв. Kovačevac) — населений пункт у Хорватії, у Бродсько-Посавській жупанії у складі міста Нова Градишка.

## Населення
Населення за даними перепису 2011 року становило 669 осіб.
Динаміка чисельності населення поселення:

## Клімат
Середня річна температура становить 11,34 °C, середня максимальна — 25,60 °C, а середня мінімальна — -4,85 °C. Середня річна кількість опадів — 913 мм.
| Клімат поселення                              | Клімат поселення | Клімат поселення | Клімат поселення | Клімат поселення | Клімат поселення | Клімат поселення | Клімат поселення | Клімат поселення | Клімат поселення | Клімат поселення | Клімат поселення | Клімат поселення | Клімат поселення |
| Показник                                      | Січ.             | Лют.             | Бер.             | Квіт.            | Трав.            | Черв.            | Лип.             | Серп.            | Вер.             | Жовт.            | Лист.            | Груд.            |                  |
| Середній максимум, °C                         | 7,33             | 8,68             | 12,78            | 17,37            | 22,43            | 25,60            | 24,68            | 23,96            | 20,00            | 14,95            | 9,76             | 5,39             |                  |
| Середня температура, °C                       | 1,23             | 2,58             | 6,68             | 11,28            | 16,32            | 19,51            | 21,30            | 20,58            | 16,60            | 11,58            | 6,37             | 2,01             |                  |
| Середній мінімум, °C                          | −4,85            | −3,5             | 0,59             | 5,19             | 10,24            | 13,42            | 17,92            | 17,22            | 13,23            | 8,19             | 3,01             | −1,36            |                  |
| Норма опадів, мм                              | 57               | 53               | 62               | 77               | 84               | 102              | 85               | 85               | 73               | 79               | 86               | 70               |                  |
| Середньомісячна швидкість вітру, м/с          | 1.72             | 1.96             | 2.28             | 2.23             | 2.03             | 1.86             | 1.82             | 1.66             | 1.65             | 1.69             | 1.74             | 1.78             |                  |
| Середньомісячна сонячна радіація, кДж/м²·день | 4328             | 7133             | 10977            | 15299            | 19418            | 21588            | 22438            | 20022            | 14888            | 9282             | 4907             | 3613             |                  |
| --------------------------------------------- | ---------------- | ---------------- | ---------------- | ---------------- | ---------------- | ---------------- | ---------------- | ---------------- | ---------------- | ---------------- | ---------------- | ---------------- | ---------------- |
| Джерело:                                      |                  |                  |                  |                  |                  |                  |                  |                  |                  |                  |                  |                  |                  |